# Scale the Summit
Scale the Summit ist eine US-amerikanische Progressive-Metal-Band aus Houston, Texas, die im Jahr 2004 gegründet wurde.

## Geschichte
Die Band wurde im Jahr 2004 gegründet, nachdem die Gitarristen Chris Letchford und Travis Levrier nach Los Angeles zogen, um dem Musicians Institute beizutreten, und auf den Schlagzeuger Pat Skefington trafen. Ein paar Monate später kam der Bassist Jordan Eberhardt zur Gruppe und vervollständigte die Besetzung. Letchford und Levrier nahmen zudem an einem Gitarrenbaukurs teil, in dem sie lernten, ihre eigenen Gitarren anzufertigen. Ende 2006 zog die Gruppe in Letchfords Heimatstadt Houston, Texas, wo sie ihr erstes Album namens Monument aufnahm. Das Album erschien im Jahr 2007 in Eigenveröffentlichung. Nachdem die Gruppe im Jahr 2008 einen Vertrag bei Prosthetic Records unterzeichnet hatte, begannen die Aufnahmen zum zweiten Album. Der Tonträger erschien im Februar 2009 unter dem Namen Carving Desert Canyons, wobei er in New Jersey im Nut House Recording Studio aufgenommen wurde. Das nächste Album folgte im Jahr 2011 unter dem Namen The Collective, dem sich 2013 The Migration anschloss. Im April 2012 hatte Bassist Jordan Eberhardt die Band verlassen, da ihn das Touren zu sehr beanspruchte, und war durch Mark Michell ersetzt worden.

## Stil
In ihrer Bandbiografie gibt die Gruppe Progressive-Metal-Bands wie Dream Theater und Cynic als Einflüsse an und bezeichnet ihre Musik als „Adventure Metal“. Auch Eduardo Rivadavia von Allmusic verglich die Band mit den beiden genannten Gruppen und zog als weiteren Vergleich noch Kong heran. Die Gitarristen besäßen die Virtuosität von Joe Satriani und Steve Vai. Laut Petra Schurer vom Metal Hammer verschmelze die instrumentale Musik auf The Collective Elemente aus Jazz, Progressive Rock und Extreme Metal. Auch Schurer zog zudem Vergleiche mit den aktuellen Veröffentlichungen von Cynic. Laut Tom Küppers vom Metal Hammer setze die Band in The Migration weniger auf das Darstellen der technischen Spielfähigkeiten der Künstler, dafür mehr auf Eingängigkeit. Im Gegensatz zu den Vorgängern vermisse man den Gesang weniger. Für die Lieder seien Breaks und Tapping charakteristisch.

## Diskografie
- 2007: Monument (Album, Eigenveröffentlichung)
- 2009: Carving Desert Canyons (Album, Prosthetic Records)
- 2011: The Collective (Album, Prosthetic Records)
- 2013: The Migration (Album, Prosthetic Records)
- 2015: V (Album, Prosthetic Records)
- 2017: In a World of Fear (Album, Eigenveröffentlichung)
- 2021: Jackhammer Ballet (Album, Eigenveröffentlichung)